# Pordoipas
De Pordoipas (Italiaans: Passo Pordoi/Ladinisch: Jouf de Pordoi) vormt de verbinding tussen het Valle di Fassa en het dal van de Cordevole. Tevens loopt over de pashoogte de grens tussen de Italiaanse regio's Trentino-Zuid-Tirol (provincie Trente) en Veneto (provincie Belluno). De pasweg wordt vaak gereden in combinatie met de Sellapas, Campolongopas en Gardenapas die eveneens om het machtige bergmassief van de Sella liggen. De pas maakt ook deel uit van de Dolomietenweg samen met de Falzaregopas en de Costalungapas.
Canazei in het Valle di Fassa is het beginpunt aan de zuidzijde. Het is een belangrijke wintersportplaats met de nodige ski- en cabineliften. Vanuit het centrum klimt de weg eerst door de bossen omhoog naar Alp Roa waar de weg naar de Sellapas aftakt. De wanden van het Sellamassief rijzen hier loodrecht ophoog. Vanaf dit punt is het nog zeven kilometer naar de top van de Pordoipas. De weg is en blijft goed. De begroeiing wordt dunner en houdt in de buurt van de pashoogte helemaal op. Al klimmend heeft men een uitzicht op de berggroep van de Sassolungo.

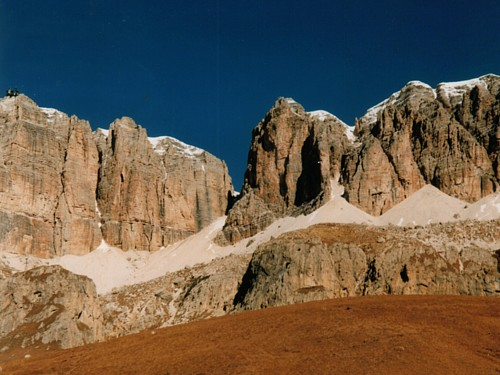
De Sellagroep vanaf de pashoogte

De pashoogte van de Pordoi ligt aan zuidflank van het Sellamassief. Met een cabinelift kan hier een tocht gemaakt worden naar de Sasso Pordoi (2950 meter). Op de pashoogte staat een aantal gebouwen waaronder restaurants en souvenirwinkels. Een veel gemaakte wandeling die vanaf de pas gemaakt wordt voert over de Vial del Pan naar de Fedaiapas met uitzicht over de Marmolada. Iets ten oosten van de pashoogte ligt een groot oorlogskerkhof.
De afdaling naar Arabba verloopt over een goede weg, eerst over de bergweiden, daarna door dichte naaldbossen. Bij Arabba takt naar links de weg af naar de Campolongopas die de verbinding vormt met het Duitstalige Val Badia (Gadertal). De weg rechtdoor gaat naar de Falzaregopas.

## Wielrennen
De Pordoipas is vaak opgenomen in het parcours van wielerkoers Ronde van Italie en was daarbij regelmatig de Cima Coppi. Tevens was de Pordoipas enkele keren aankomstplaats van een etappe. Als eerste werd de top gepasseerd door:
- 1940 :  Gino Bartali
- 1947 :  Fausto Coppi
- 1948 :  Fausto Coppi
- 1949 :  Fausto Coppi
- 1950 :  Jean Robic
- 1952 :  Fausto Coppi
- 1953 :  Hugo Koblet
- 1954 :  Fausto Coppi
- 1955 :  José Serra Gil
- 1958 :  Jean Brankart
- 1961 :  Vito Taccone
- 1966 :  Franco Bitossi
- 1967 :  Aurelio González
- 1970 :  Luciano Armani
- 1971 :  Marino Basso
- 1975 :  Francisco Galdos
- 1977 :  Ueli Sutter
- 1979 :  Leonardo Natale
- 1973 :  Marino Lejarreta
- 1984 :  Laurent Fignon
- 1986 :  Pedro Muñoz
- 1987 :  Jean-Claude Bagot
- 1989 :  Roberto Conti
- 1990 (1e doorkomst) :  Maurizio Vandelli
- 1990 (2e doorkomst=aankomst) :  Charly Mottet
- 1991 (1e doorkomst) :  Franco Vona
- 1991 (2e doorkomst=aankomst) :  Franco Chioccioli
- 1992 :  Claudio Chiappucci
- 1993 (1e doorkomst) :  Miguel Indurain
- 1993 (2e doorkomst) :  Franco Vona
- 1996 (1e doorkomst) :  Mariano Piccoli
- 1996 (2e doorkomst=aankomst) :  Enrico Zaina
- 1997 :  José Jaime González
- 2001 (1e doorkomst) :  Freddy González
- 2001 (2e doorkomst=aankomst) :  Julio Alberto Pérez Cuapio
- 2002 :  Julio Alberto Pérez Cuapio
- 2006 :  Fortunato Baliani
- 2008 :  Emanuele Sella
- 2016 :  Damiano Cunego
- 2017 :  Diego Rosa
- 2022 :  Alessandro Covi

## Afbeeldingen

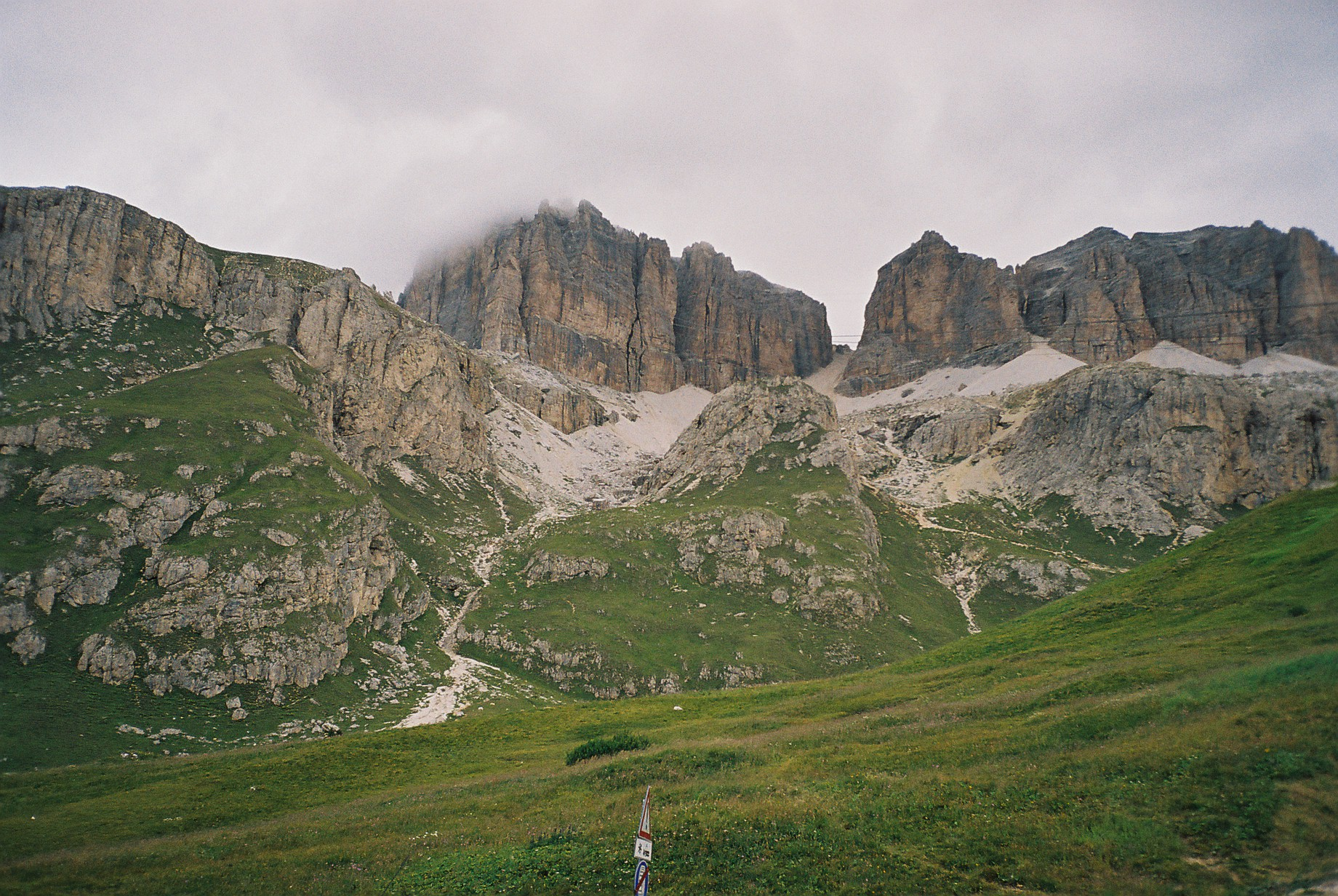
Landschap boven op de pas

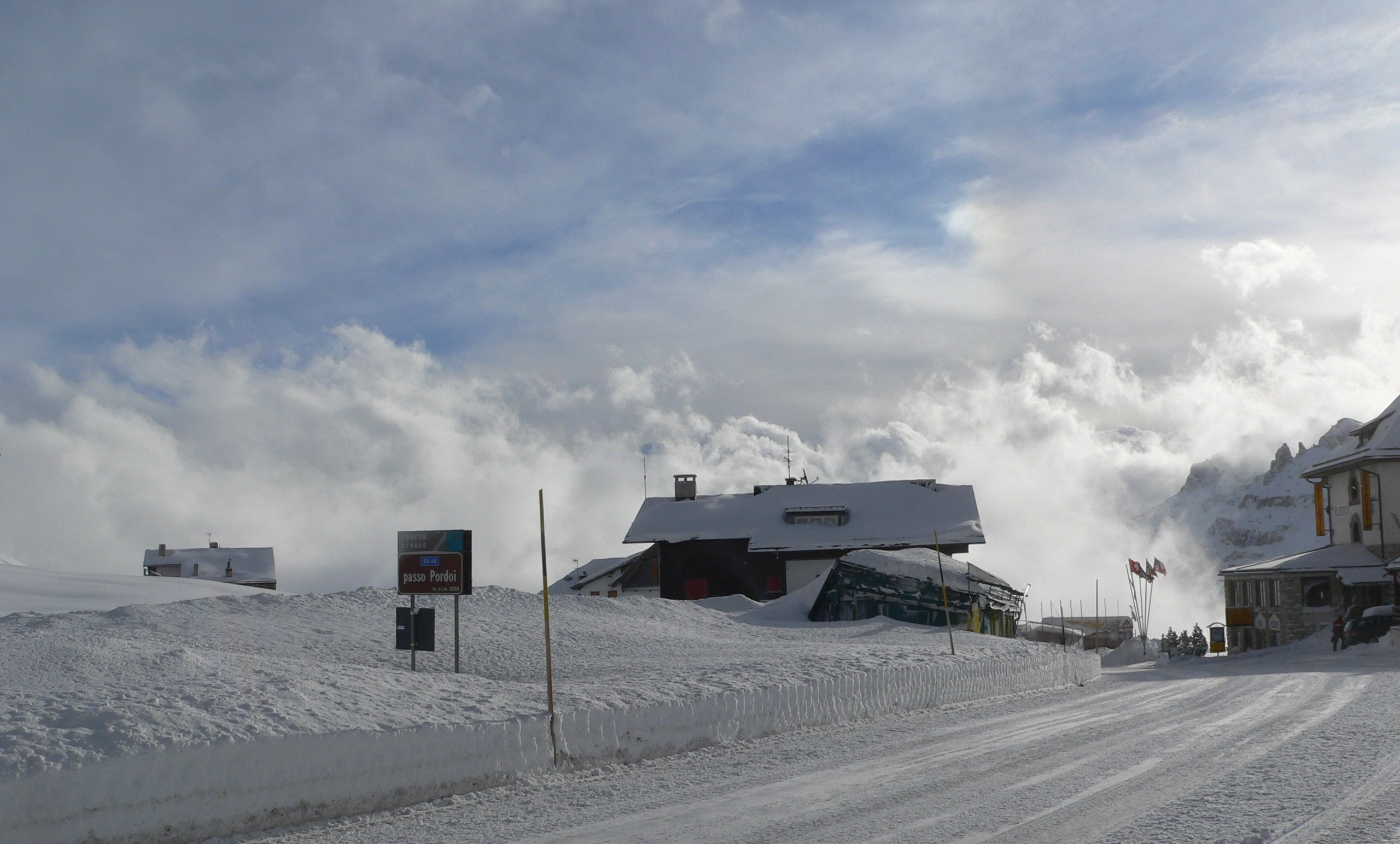
Passo Pordoi in februari